# Barbie World
«Barbie World» es una canción de la rapera trinitoestadounidense Nicki Minaj y la rapera estadounidense Ice Spice con la agrupación danesa-noruega Aqua. Fue lanzada a través de Atlantic Records, 10K Projects y Capitol Records como el segundo sencillo de Barbie: The Album, la banda sonora de la película Barbie (2023). el 23 de junio de 2023. La canción fue enviada a la radio estadounidense el 27 de junio de 2023. «Barbie World» contiene samples del sencillo de 1997 «Barbie Girl» de la banda danesa-noruega de europop Aqua, quienes también están acreditados como coescritores de la canción.

## Antecedentes

### Artistas
En 1997, la banda danesa-noruega Aqua lanzó «Barbie Girl», una canción sobre dos muñecos fabricados por Mattel llamados Barbie y Ken. La canción fue un gran éxito, empujando a la banda a la fama mundial. Según Stephen Thomas Erlewine, «Barbie Girl» fue un «fenómeno inexplicable de la cultura pop», y Bree Player de Marie Claire escribió que ayudó a solidificar a la muñeca Barbie como un ícono cultural. Sin embargo, Mattel reaccionó negativamente a «Barbie Girl» y demandó al sello estadounidense de Aqua, MCA Records, alegando que la banda violó su marca registrada y la naturaleza sexualmente sugerente de las letras manchó la reputación de la compañía como una marca amigable para los niños.
Desde el comienzo de su carrera, la rapera Nicki Minaj ha hecho de la muñeca Barbie una parte importante de su personalidad pública. Un aspecto ampliamente conocido de su arte es su uso de alter ego, uno de los cuales se llama Harajuku Barbie. A través de este alter ego, Minaj muestra su lado femenino y conocedor de la moda con pelucas, maquillaje y uñas de colores brillantes y vibrantes. Su imagen de Barbie se extiende al nombre de sus fanes, «Barbz», derivado del nombre de Harajuku Barbie. Mattel ha interactuado con Minaj una vez: los dos trabajaron en una muñeca Harajuku inspirada en Barbie hecha a medida que se subastó para una organización benéfica para personas afectadas por el VIH/SIDA.

### Película
En abril de 2022, se anunció que la película dirigida por Greta Gerwig Barbie se estrenaría el 21 de julio de 2023. Los fanes esperaban que «Barbie Girl» apareciera en la película. Sin embargo, Ulrich Møller-Jørgensen, el representante de la cantante principal de Aqua, Lene Nystrøm, declaró que no se usó. Variety especuló que esto se debió a las malas relaciones entre Mattel y MCA Records.

## Música y letra

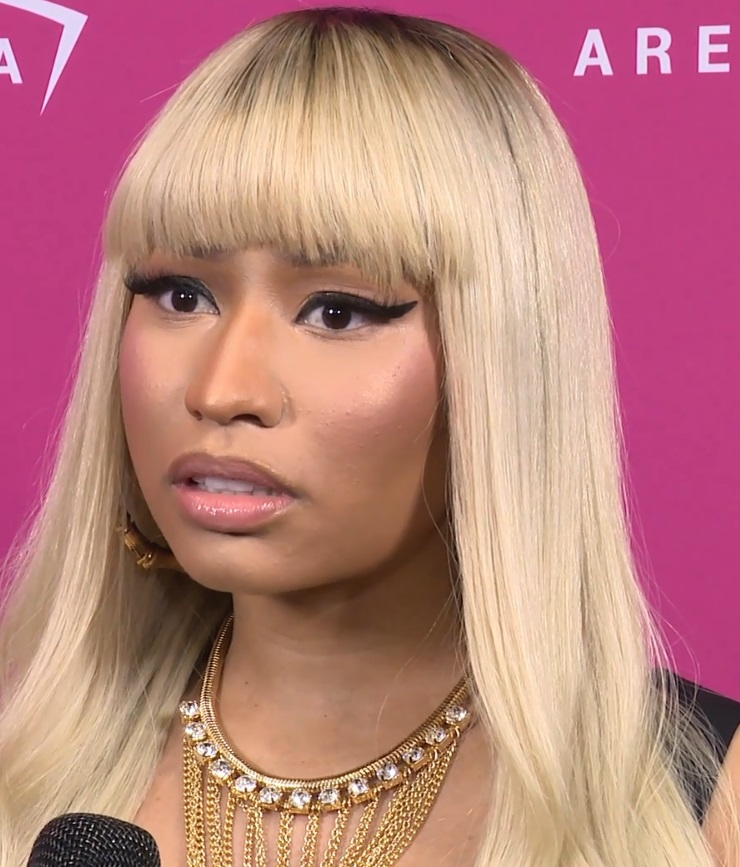
Nicki Minaj se inspiró en la canción Barbie Girl de Aqua, con quien colaboro en esta canción.

En un episodio del programa de Minaj Queen Radio, Minaj reveló que Ice Spice la había invitado a colaborar en la canción; aceptó su oferta porque sintió que era la primera vez que la canción se interpolaba «de una manera que no hizo que [Minaj] se sintiera incómoda». Ella descubrió que «tenía que ser un ritmo que aún [encarnaría] a Barbie y Nicki [...]». También se aseguró de que los fanes quedaran impresionados con el «giro reinventado» del productor RiotUSA en «Barbie Girl».
La canción combina ritmos sincopados y bombos ruidosos con un sample de «Barbie Girl» de Aqua. La producción específicamente repite la voz de Lene Nystrøm. Debido al sample, Aqua recibió créditos de interpretación y escritura en la canción. Según Kyle Denis de Billboard, «Barbie World» incorpora elementos de dos subgéneros de hip hop, Jersey club y drill, fusionando los sonidos con los estilos musicales específicos de Minaj y Ice Spice.
La canción comienza con un rap de ida y vuelta entre Ice Spice y Minaj. Las dos mencionan a Jazzie, Stacie y Nikki, tres muñecas que canónicamente son hermana, prima y amiga de Barbie, respectivamente. La mención de Nikki actúa doblemente como una referencia a Minaj. Luego, Minaj rapea, «all of the Barbies is bad» [«todas las Barbies son malas»]. Una de las letras, las cuales aparecen al final del avance de la película, dice «it's Barbie, bitch, if you still in doubt» [«es Barbie, perra, si todavía tienes dudas»]. Como observó Natalee Gilbert de XXL, a Minaj se le ocurrió «it's Barbie, bitch» [«es Barbie, perra»] como una forma de despedirse de la gente, influenciada por su alter ego, Harajuku Barbie.

## Lanzamiento
En mayo de 2023, se lanzó un segundo avance de la película, que presentaba un fragmento de una nueva canción con la voz de Minaj. Los medios especularon que la composición sería una remezcla de «Barbie Girl». El 25 de mayo, se anunció Barbie: The Album, la banda sonora de la película. Minaj y Ice Spice fueron reveladas entre varios artistas que interpretarán nuevo material original en el disco. Tras el lanzamiento de la lista de canciones, se confirmó que la nueva canción era una colaboración entre Minaj y Ice Spice, titulada «Barbie World».
El 10 de junio, ambas raperas anunciaron la fecha de lanzamiento de la canción el 23 de junio de 2023, marcando el segundo sencillo de la banda sonora de la película. Minaj hizo una vista previa de «Barbie World» dos veces en sus redes sociales, el 12 y el 22 de junio. Marca la segunda colaboración entre Minaj, Ice Spice y el productor RiotUSA, luego de la remezcla de «Princess Diana» (2023).

## Video musical
Un video musical para «Barbie World» fue lanzado a través del canal de YouTube de Minaj el 23 de junio de 2023. Fue dirigido por Hannah Lux Davis y protagonizada por Minaj y Ice Spice, quienes usan atuendos similares a Barbie en una Barbie Dreamhouse ficticia.

## Posicionamiento en listas
| Listas (2023)                             | Mejor posición |
| ----------------------------------------- | -------------- |
| Alemania (Official German Charts)         | 10             |
| Australia (ARIA)                          | 3              |
| Australia (ARIA Hip Hop/R&B Singles)      | 2              |
| Austria (Ö3 Austria Top 40)               | 12             |
| Bélgica (Ultratop 50 Valonia)             | 42             |
| Canadá (Canadian Hot 100)                 | 7              |
| Canadá (Canada CHR/Top 40)                | 43             |
| Chile (Monitor Latino Anglo)              | 12             |
| Eslovaquia (Singles Digitál Top 100)      | 31             |
| Estados Unidos (Billboard Hot 100)        | 7              |
| Estados Unidos (Hot R&B/Hip-Hop Songs)    | 3              |
| Estados Unidos (Mainstream Top 40)        | 23             |
| Estados Unidos (Rhythmic)                 | 9              |
| Finlandia (Suomen virallinen lista)       | 18             |
| Francia (SNEP)                            | 19             |
| Grecia (IFPI)                             | 6              |
| Honduras (Monitor Latino Anglo)           | 11             |
| Hungría (Single Top 40)                   | 20             |
| Irlanda (IRMA)                            | 6              |
| Islandia (Plötutíðindi)                   | 11             |
| Italia (FIMI)                             | 57             |
| Letonia (LAIPA)                           | 18             |
| Lituania (AGATA)                          | 29             |
| Luxemburgo (Billboard)                    | 12             |
| Mundo (Billboard Global 200)              | 6              |
| Nueva Zelanda (Recorded Music NZ)         | 3              |
| Nigeria (TurnTable Top 100)               | 84             |
| Noruega (VG-lista)                        | 8              |
| Países Bajos (Single Top 40)              | 44             |
| Panamá (Monitor Latino Anglo)             | 13             |
| Polonia (Polish Streaming Top 100)        | 11             |
| Portugal (AFP)                            | 49             |
| Reino Unido (UK Singles)                  | 4              |
| Reino Unido (UK Hip Hop/R&B)              | 2              |
| República Checa (Singles Digitál Top 100) | 28             |
| Singapur (RIAS)                           | 13             |
| Sudáfrica (Billboard)                     | 8              |
| Suecia (Sverigetopplistan)                | 13             |
| Suiza (Schweizer Hitparade)               | 11             |

## Historial de lanzamiento
| Región         | Fecha               | Formato(s)                  | Versión  | Discográfica                  | Ref.   |
| -------------- | ------------------- | --------------------------- | -------- | ----------------------------- | ------ |
| Varios         | 23 de junio de 2023 | Descarga digital streaming  | Sencillo | Atlantic 10K Projects Capitol | [ 73 ] |
| Varios         | 26 de junio de 2023 | Descarga digital streaming  | EP       | Atlantic 10K Projects Capitol | [ 74 ] |
| Estados Unidos | 27 de junio de 2023 | Contemporary hit radio      | Sencillo | Republic Capitol              | [ 75 ] |
| Estados Unidos | 27 de junio de 2023 | Rhythmic contemporary radio | Sencillo | Republic Capitol              | [ 76 ] |